# Amblyaspis occidentalis
Amblyaspis occidentalis är en stekelart som beskrevs av William Harris Ashmead 1893. Amblyaspis occidentalis ingår i släktet Amblyaspis och familjen gallmyggesteklar. Inga underarter finns listade i Catalogue of Life.